# Mehmet Özgül
Mehmet Özgül (* 3. Mai 1949 in Istanbul) ist ein ehemaliger türkischer Fußballspieler und -trainer. Durch seine langjährige Tätigkeit für Galatasaray Istanbul wird er stark mit diesem Verein assoziiert. Auf Fan- und Vereinsseiten wird er als einer der bedeutendsten Spieler der Klubgeschichte aufgefasst. In den 1970er Jahren bildete er mit Spielern wie Muzaffer Sipahi, Tuncay Temeller, Mehmet Oğuz, Bülent Ünder, Metin Kurt und Gökmen Özdenak jene Mannschaft, die den türkischen Fußball stark beeinflusste. Aufgrund seiner vielen Sommersprossen wurde er zu Spielerzeiten als Çilli Mehmet (dt.: Mehmet der Sommersprössler) bezeichnet. Weniger bekannt ist er unter seinem anderen Spitznamen gewesen. Da bei seinem Wechsel im Sommer 1972 zu Galatasaray mit Mehmet Oğuz ein weiterer Mehmet im Mannschaftskader existierte und dieser älter war, wurde Özgül fortan als der Küçük Mehmet (dt.: Der kleine Mehmet) bezeichnet und Oğuz als Büyük Mehmet (dt.: Der große Mehmet).
Am Ende seiner Spielerkarriere war er mit 46 Toren der Spieler mit den viertmeisten Erstligatoren für Galatasaray und befindet sich aktuell an 11. Stelle.

## Spielerkarriere

### Verein
Özgül begann mit dem Fußballspielen in den Straßen von Istanbul. Anschließend begann er in der Nachwuchsabteilung von Taksim SK, dem Verein der armenischen Gemeinde Istanbuls, mit dem Vereinsfußball. Hier stieg er auch in die 1. Mannschaft auf. Anschließend spielte er für die Zweitligisten Orduspor und Gençlerbirliği Ankara. Von Gençlerbirliği wechselte er dann zum Istanbuler Verein Süleymaniye Sirkeci SK. Bei diesem Verein fiel er dem Galatasaray-Istanbul-Cheftrainer Brian Birch positiv auf.
So wechselte Özgül im Sommer 1972 zum Türkischen Meister der letzten zwei Spielzeiten.
Bei Galatasaray verdrängte Özgül auf Anhieb auf der Position des Linksaußens mit Uğur Köken einen der wichtigsten Spieler des Vereins. Özgül bildete fortan zusammen mit Metin Kurt und Gökmen Özdenak das Sturmdreigespann seiner Mannschaft. Während Özdenak auf der Position des Mittelstürmers spielte, agierte Özgül als Linksaußen und Kurt auf Rechtsaußen. Özgül erzielte in seiner ersten Saison für seinen neuen Verein zwölf Ligatore und war damit mit großem Abstand der erfolgreichste Torschütze seiner Mannschaft, wurde 3. der Torschützenliste und hatte an den errungenen Erfolgen dieser Saison großen Anteil. Mit seinem Verein holte er neben der türkischen Meisterschaft auch den türkischen Pokal und wurde zum zweiten Mal in seiner Karriere türkischer Double-Sieger.
Die nachfolgenden Jahre verliefen eher enttäuschend für die Mannschaft. Die Spielzeit 1973/74 beendete die Mannschaft hinter den Erwartungen abgeschlagen auf dem 5. Tabellenplatz und 1974/75 wurde der Verein mit fünf Punkten Unterschied zum Meister Fenerbahçe Istanbul Vizemeister. Zum Sommer 1976 wurde man zwar türkischer Pokalsieger, beendete aber die Liga auf dem dritten Tabellenplatz. Während dieser drei Saisons etablierte sich Özgül immer mehr zum Leistungsträger, wurde zwei Mal erfolgreichster Torschütze seines Vereins und wurde zu einem Publikumsliebling. So wurden während jedes Spiels eigens für ihn gedichtete Fanchöre gesungen. Aufgrund seiner Sommersprossen wurde der damals sehr populäre Pop-Song Çilli Bom (Çilli bedeutet auf Türkisch Sommersprössler) von Hurşid Yenigün auf Özgül bezogen umgedichtet. Dieses Musikstück, welches Ähnlichkeit mit dem Kosenamen Cim Bom des Vereins Galatasaray hat, wurde während jeder Partie seitens der Fans gesungen.
Nach diesen für die Vereinsführung enttäuschenden drei Spielzeiten entschied man, eine Revision im Kader durchzuführen und trennte sich von einigen gestandenen Spielern, u. a. vom Stürmerstar Metin Kurt. Özgül, der zu diesem Zeitpunkt zu den wichtigsten Leistungsträgern gehörte, wurde von dieser Revision verschont. Außerdem wurden die Abgänge durch Offensivspieler wie Öner Kılıç und Şükrü Tetik ersetzt, die auch Özgül den Stammplatz strittig machen sollten. Trotz dieser Konkurrenz gelang es Özgül aber, sich weiterhin als Stammspieler zu behaupten. Sein Verein beendete die erste Saison nach der Revision, die Saison 1976/77, erneut enttäuschend auf dem 5. Tabellenplatz. In die neue Saison startete der Verein mit dem Gewinn des vorsaisonal gespielten TSYD-Istanbul-Pokals. Im Saisonverlauf verlor Özgül seinen Stammplatz an den zu Saisonbeginn neu verpflichteten Tacettin Ergürsel.
Nachdem bei dem erfolgsverwöhnten Verein auch in der Saison 1977/78 die türkische Meisterschaft verfehlt worden war, verpflichtete der Klub im Sommer 1978 den neuen Trainer Coşkun Özarı. Dieser wurde damit beauftragt eine Revision im Kader durchzuführen. Als Folge dieser Revision wurde auch Özgül auf die Verkaufsliste gesetzt. So verließ Özgül nach sechsjähriger Vereinszugehörigkeit Galatasaray und wechselte innerhalb der Liga zu Boluspor. Bei diesem Verein setzte er sich auf Anhieb durch und erzielte bis zum Saisonende sechs Ligatore, konnte allerdings mit dem Klub den Klassenerhalt nicht schaffen. Nach dem Abstieg wechselte Özhül dieses Mal zum Erstligisten Bursaspor. Hier bildete er mit Bahtiyar Yorulmaz und Sinan Bür ein erfolgreiches  Sturmdreigespann und erreichte mit seiner Mannschaft mit dem 4. Tabellenplatz die bis dato beste Erstligaplatzierung der Vereinsgeschichte. Nach diesen zwei erfolgreichen Spielzeiten versuchte Galatasaray Özgül zurückzuholen, scheiterte allerdings an der hohen Ablösesumme. Hier hatte im Sommer 1980 Brian Birch das Traineramt übernommen, jener Trainer, mit dem der Verein seine letzte türkische Meisterschaft gewinnen konnte. Birch äußerte den Wunsch, seinen alten Spieler Özgül in seinem Team sehen zu wollen. Erst in der Winterpause der Saison 1980/81 gelang die Rückholaktion. Nach der Rückkehr spielte Özgül bis zum Saisonende und wechselte anschließend gegen eine hohe Bezahlung zum Zweitligisten Anadolu SK. Anadolu verließ er bereits nach einer Saison und heuerte stattdessen beim Stadt- und Ligarivalen Süleymaniye Sirkeci SK an. Hier spielte er eine Saison lang, beendete damit seine Spielerkarriere und übernahm anschließend die Amateurmannschaft von Sirkeci SK als Cheftrainer.

### Nationalmannschaft
Özgül startete seine Nationalmannschaftskarriere 1974. Hier wurde er vom Nationaltrainer Coşkun Özarı im Rahmen eines WM74-Qualifikationsspiels gegen die Schweizer Nationalmannschaft in das Aufgebot der türkischen A-Nationalmannschaft berufen. In dieser Partie gab Özgül sein Länderspieldebüt. Fortan gehörte er vier Jahre lang zu den regelmäßig nominierten Nationalspielern.
Sein letztes Länderspiel absolvierte er am 17. April 1977 gegen Österreich. Insgesamt spielte er zehn Mal für die Türkische A-Nationalmannschaft und erzielte dabei ein Tor.

## Trainerkarriere
Seine Trainerkarriere begann Özgül direkt im Anschluss an seine Fußballspielerkarriere, indem er die Amateurmannschaft seines letzten Vereins Sirkeci SK als Cheftrainer betreute.
1988 arbeitete er kurzfristig bei Düzcespor als Cheftrainer.

## Trivia
- Galatasaray Istanbul organisiert seit der Eröffnung des neuen Stadions Türk Telekom Arena, unter der Schirmherrschaft des Hauptsponsors Türk Telekom, vor jedem Heimspiel eine Danksagung für seine ehemaligen legendären Spieler. So wurde am 22. März 2014 im Rahmen der Ligabegegnung gegen Kayserispor Özgül eine Dankesplakette für seine langjährigen Dienste und Erfolge überreicht.[1]

## Erfolge
Mit Galatasaray Istanbul
- Türkische Meisterschaft: 1972/73
- Türkischer Pokal: 1972/73, 1975/76
- Premierminister-Pokal: 1978/79
- Türkiye 50.Yıl Kupası: 1973
- TSYD-Istanbul-Pokal: 1977/78

Mit Bursaspor
- Tabellenvierter der Süper Lig: 1979/80